# Braslovče község
Braslovče község (szlovénül Občina Braslovče) Szlovénia 212 alapfokú közigazgatási egységének, azaz községének egyike a Savinjska statisztikai régióban. A község székhelye Braslovče város. A község nagy része – Letuš falu északi részének kivételével − a Savinja folyó jobb partján fekszik. A terület a szlovén Stájerország (Štajersko) régió része.

## Népesség
| Lakosok száma | 5190 | 5190 | 5352 | 5417 | 5429 | 5470 | 5528 | 5567 | 5584 | 5640 |
|               | 2008 | 2009 | 2011 | 2012 | 2013 | 2015 | 2016 | 2017 | 2019 | 2020 |

## Települések

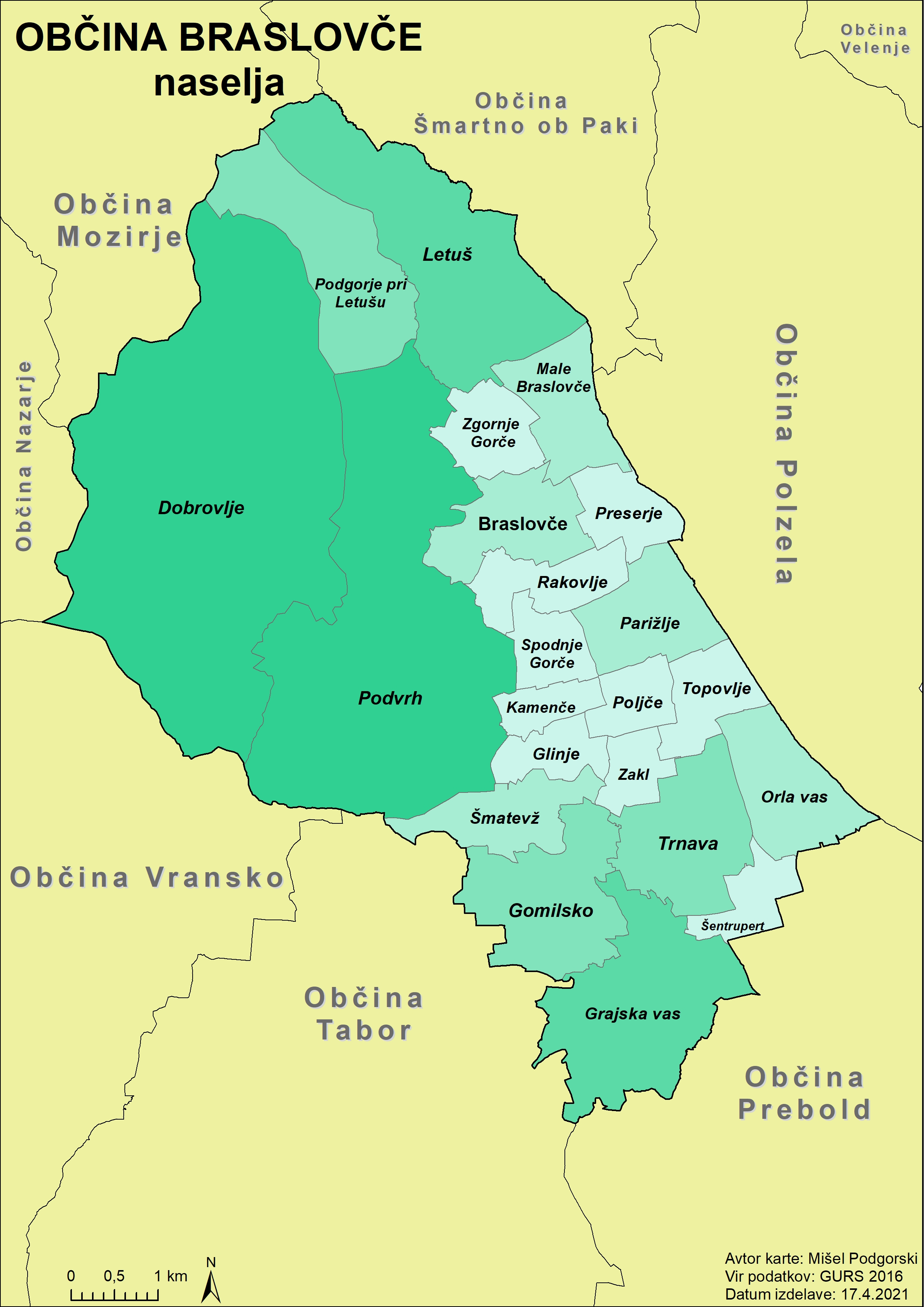
A község települései

A községhez Braslovče székhelyen kívül a következő települések tartoznak:
- Dobrovlje
- Glinje
- Gomilsko
- Grajska Vas
- Kamenče
- Letuš
- Male Braslovče
- Orla Vas
- Parižlje
- Podgorje pri Letušu
- Podvrh
- Poljče
- Preserje
- Rakovlje
- Šentrupert
- Šmatevž
- Spodnje Gorče
- Topovlje
- Trnava
- Zakl
- Zgornje Gorče